# Louis Bouquet
Louis Bouquet (n. 6 decembrie 1885, Lyon, Rhône⁠(d), Franța – d. 25 februarie 1952, Saint-Rambert-l'Île-Barbe⁠(d), Rhône-Alpes, Franța) a fost un artist și ilustrator francez.

## Biografie
Louis Bouquet s-a născut la 6 decembrie 1885 la Lyon. A urmat cursurile École nationale des beaux-arts din Lyon și apoi École des beaux-arts din Paris. L-a avut ca profesor pe Fernand Cormon și a lucrat cu pictorul nabi Maurice Denis. Și-a expus picturile la Salon d'Automne⁠(d), Société des Artistes Indépendants⁠(d) și la Tuileries. Lucrările sale includ portrete, nuduri, scene de gen, scene biblice și literare și subiecte alegorice. A realizat mai multe picturi ale lui Orfeu. De asemenea, a ilustrat și cărți. A vizitat Tunisia în 1919, unde a făcut cunoștință cu arta islamică.
Bouquet a creat două fresce pentru Palatul Coloniilor sau Palais de la Porte Dorée⁠(d), pentru Expoziția Colonială de la Paris din 1931. Ca stil, ele amintesc de orientalismul din secolul precedent, care era din nou în vogă. Deși picturile murale sunt lucrări artistice puternice, ele sunt de necontestat în acceptarea destinului colonial al Franței. Picturile murale au fost păstrate, deși clădirea găzduiește în prezent Cité nationale de l'histoire de l'immigration⁠(d). Bouquet a creat o pictură numită Souvenir du Musée des Colonies, care îi înfățișează pe oamenii care au lucrat la pavilion: arhitecții Albert Laprade⁠(d) și Léon Bazin⁠(d), sculptorul Alfred Janniot⁠(d), decoratorul Jacques-Émile Ruhlmann și el însuși. Pictura include, de asemenea, o femeie anonimă de culoare purtând doar o fustă, asemănătoare cu Josephine Baker, care reprezintă populația colonială indigenă.
Bouquet a lucrat adesea cu arhitectul Michel Roux-Spitz⁠(d) în perioada interbelică. Pentru Hôtel des Postes al lui Roux-Spitz de pe Place Antonin-Poncet din Lyon, a contribuit la realizarea unei imense picturi murale de 54 de metri lungime, care acoperă aproximativ 250 de metri pătrați din peretele holului. Pictura murală a fost creată între 1935 și 1938, în timp ce hotelul era în construcție. Reprezintă alegoric conexiunile globale ale orașului Lyon, conectat prin unde radio cu orașele din întreaga lume și înfățișează modernitatea orașului, cu avioane, nave, trenuri, hidroelectricitate și industrie, și peste tot tinerețe. În realitate, Lyon suferea din punct de vedere economic la acea vreme, iar pictura murală reprezenta o viziune optimistă asupra orașului așa cum și-ar dori să fie văzut.
Louis Bouquet a murit la Saint-Rambert-l'Île-Barbe, Lyon la 25 februarie 1952.